# Cortinarius vernus
Cortinarius vernus H. Lindstr. & Melot – gatunek grzybów należący do rodziny zasłonakowatych (Cortinariaceae).

## Systematyka i nazewnictwo
Pozycja w klasyfikacji według Index Fungorum: Cortinarius, Cortinariaceae, Agaricales, Agaricomycetidae, Agaricomycetes, Agaricomycotina, Basidiomycota, Fungi.
Po raz pierwszy opisał go w 1994 r. Håkan Lindström i Jacques Melot. Synonimy:
- Cortinarius erythrinus var. russulisporus Bohus 1979
- Cortinarius vernus var. nevadavernus Suár.-Sant. & A. Ortega 2009
- Cortinarius vernus var. rubescens A. de Haan & Volders 2002

## Morfologia
Kapelusz
O średnicy 10–40 mm, początkowo półkulisty lub dzwonkowaty, z podwiniętym brzegiem połączonym z trzonem białawą zasnówka, później rozszerzający się, zwykle z wydatnym centralnym garbem, w dojrzałości czasami z promieniście postrzępionym brzegiem, higrofaniczny. Powierzchnia w stanie wilgotnym ciemnoczerwonawobrązowa, w stanie suchym, czerwonawa, szarobrązowa, błyszcząca, jedwabiście włóknista, na starość nawet łuszcząca się.
Trzon
Wysokość 20–60 mm, grubość 3–6 mm, cylindryczny, czasami u nasady lekko maczugowaty. Powierzchnia czerwonobrązowa, ale często pokryta jedwabiście błyszczącymi, podłużnymi białawymi włóknami, w młodości z niewyraźną i szybko zanikającą strefą pierścieniową, poniżej niej z nieregularnymi pasmami osłony.
Blaszki
Dość rzadkie, z licznymi międzyblaszkami, szeroko przyczepione lub lekko zbiegające, w młodym wieku jasnobrązowe z jaśniejszym brzegiem, później rdzawobrązowe.
Miąższ
Cienki, białawy do brązowawego, zapach łagodny, raczej przyjemny.
Wysyp zarodników
Rdzawobrązowy.
Cechy mikroskopowe
Zarodniki są bardzo zróżnicowane pod względem wielkości, zwykle 7–9 × 4,5–6 µm, o kształcie od eliptycznego do migdałowego, pokryte grubymi brodawkami.
Gatunki podobne
Makroskopowo jest kilka podobnych gatunków, jednak żaden z nich z wyjątkiem Cortinarius albovariegatus nie tworzy owocników wczesną wiosną.

## Występowanie i siedlisko
Podano jego stanowiska w Europie, Azji, Australii i na Nowej Zelandii. W Europie jest szeroko rozprzestrzeniony i podano tu wiele jego stanowisk. Brak go w opracowanym w 2003 r. przez Władysława Wojewodę wykazie wielkoowocnikowych grzybów podstawkowych Polski, ale jego stanowiska przytaczają T. Ślusarczyk i inni. Aktualne stanowiska podaje także internetowy atlas grzybów. Znajduje się w nim na liście gatunków zagrożonych i wartych objęcia ochroną.
Naziemny grzyb mykoryzowy. Rośnie pojedynczo lub w grupach, w lasach, parkach, w trawach w jasnych miejscach lub wśród opadłych liści, pod różnymi drzewami liściastymi, często pod brzozami lub osikami, rzadko pod drzewami iglastymi. Owocniki od kwietnia do czerwca.